# Stephansried
Stephansried település Németországban, Ottobeuren része.

## Fekvése
Memmingentől keletre fekszik.

## Története
Stephansried neve 1083-ban szerepelt először egy dokumentumban. E helytől délre egy kolostor állt, melynek alapító okiratát 1099. december 31-én Ottobeurer Dienstmann Hartnid von Stephansried írta alá. Stephansried plébániatemploma 1494-ben épült az Ottobeuren kolostorhoz tartozó területen. 1564-ben 70 ember élt Stephansried faluban. 1811-ben 81 ház állt itt, lakóinak száma 16 volt.
1842-ben egy nagy tűzvész miatt számos épület elpusztult, köztük Sebastian Kneipp szülőhelye is.

## Itt születtek, itt éltek
Sebastian Kneipp pap, természetgyógyász itt született 1821. május 17-én.

## Galéria

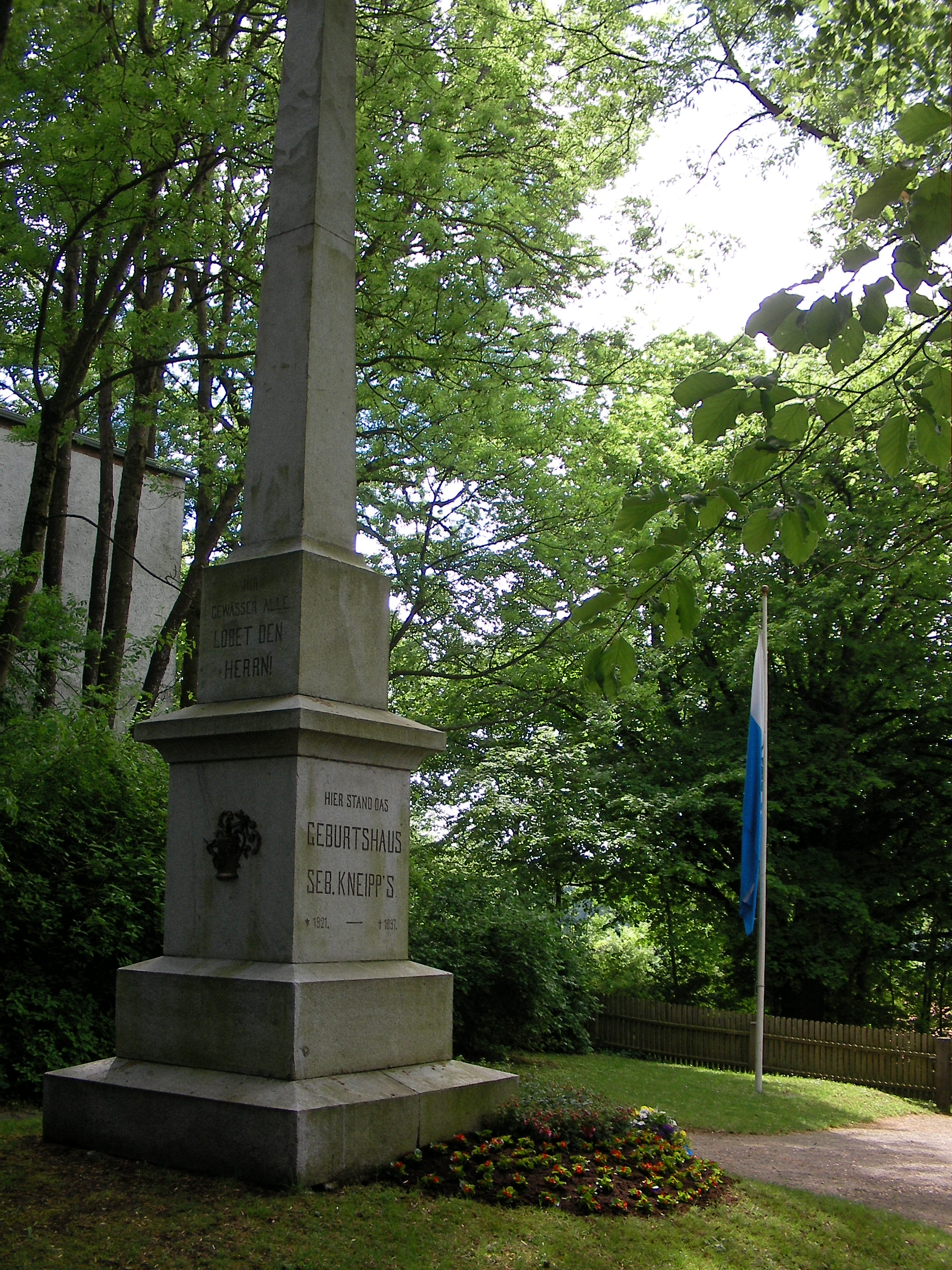
Emlékmű
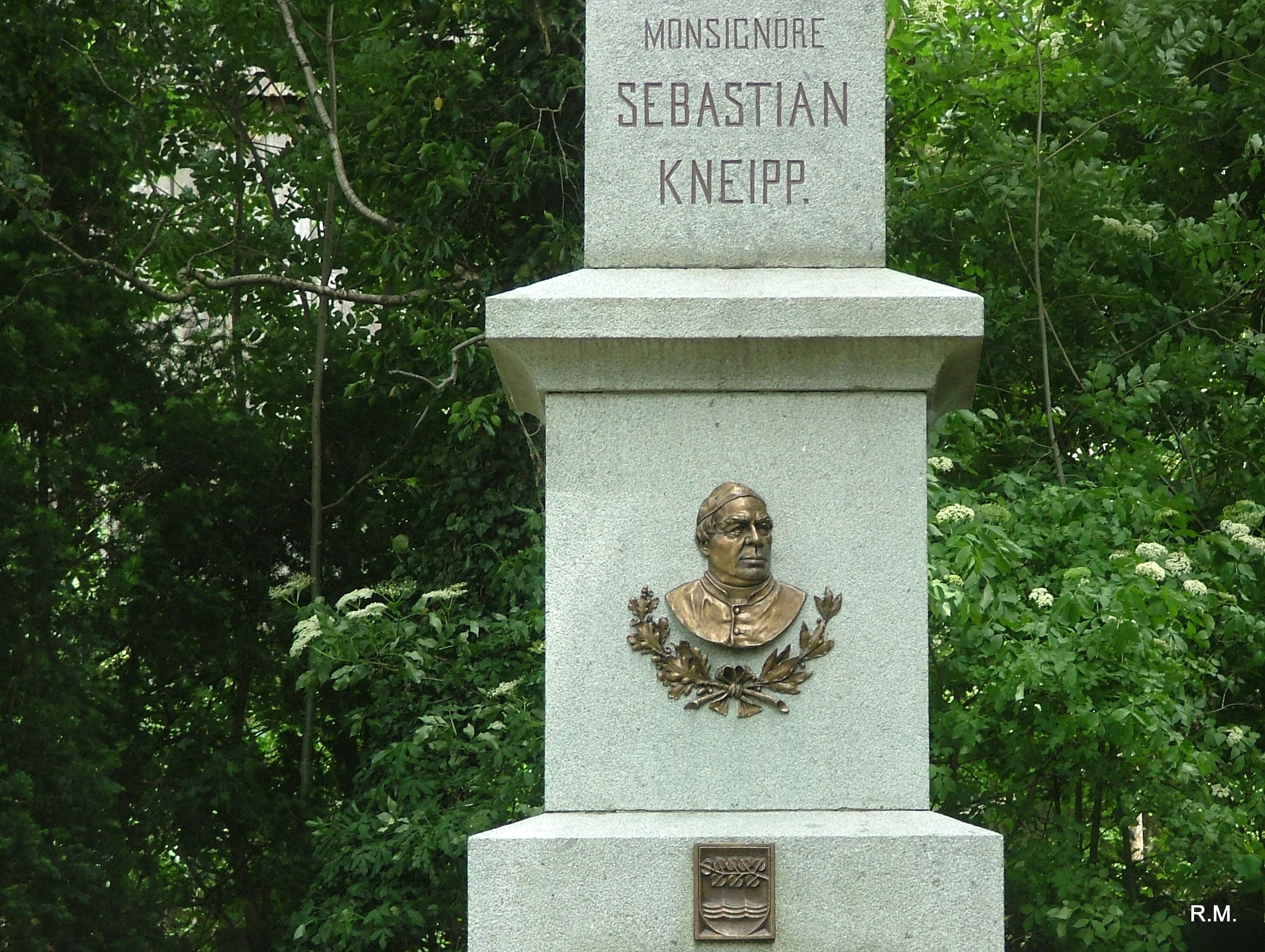
Kneipp emlékmű
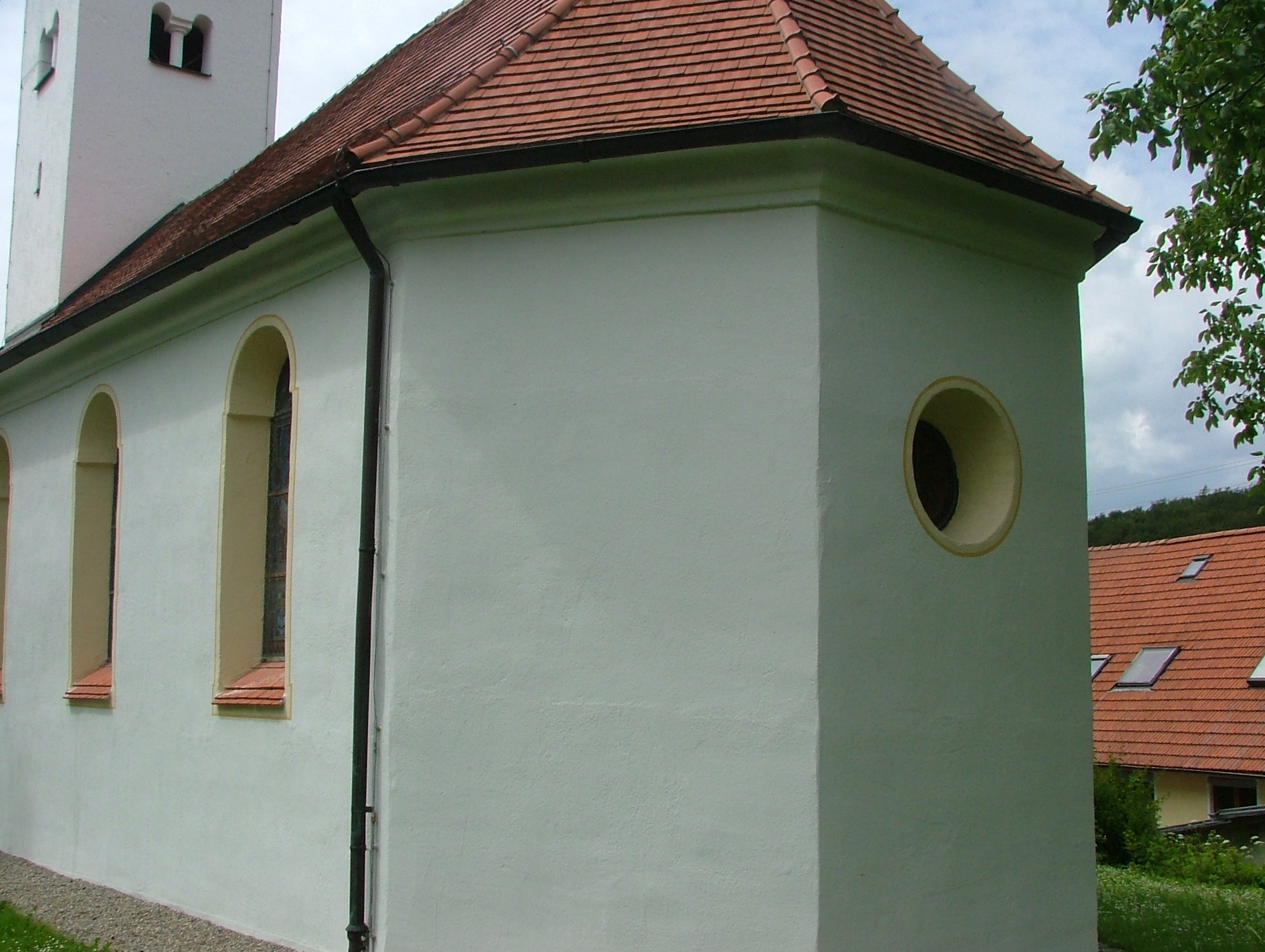
Templom